# Carrie Chapman Catt

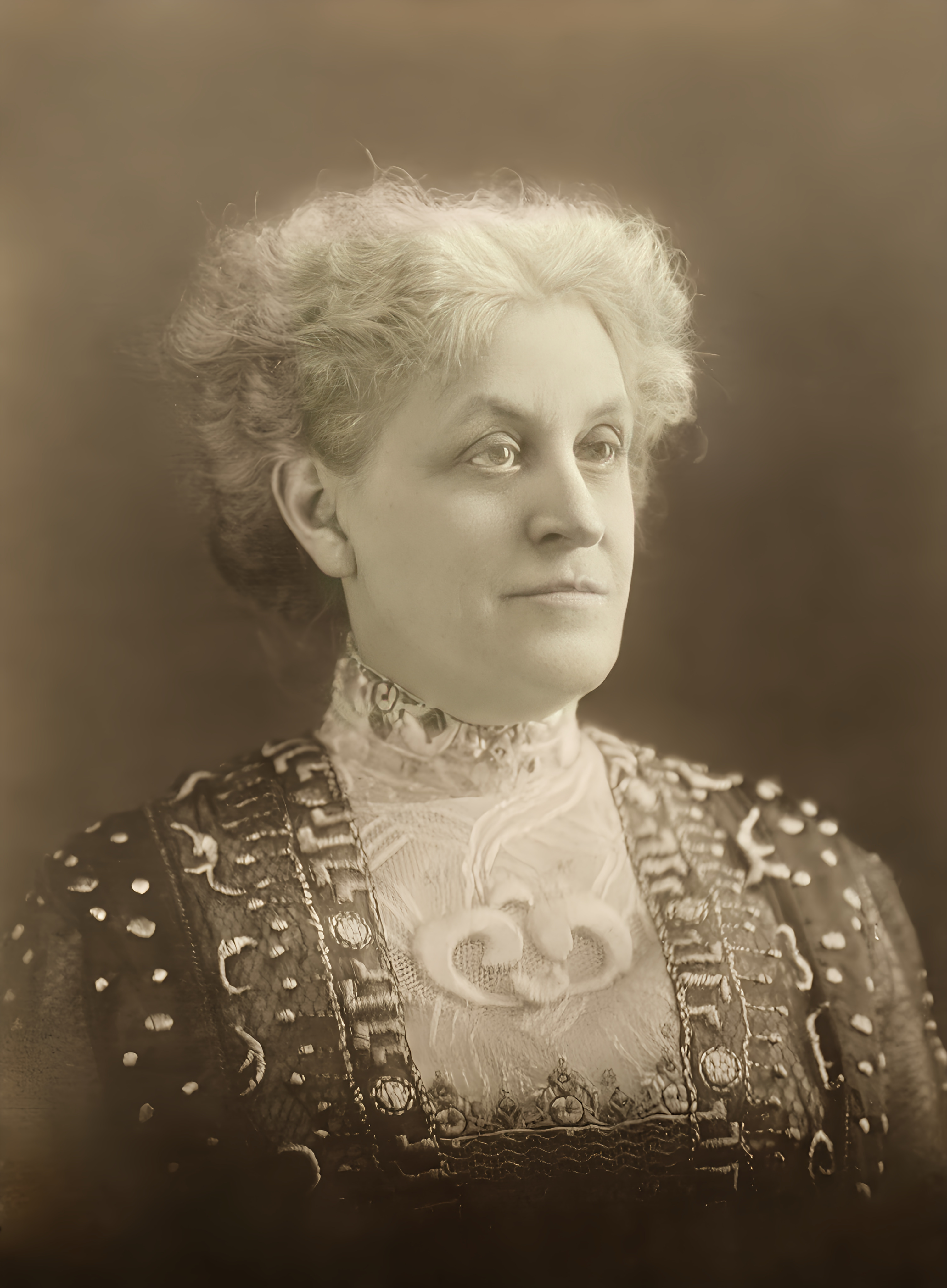
Carrie Chapman Catt (vor 1913)

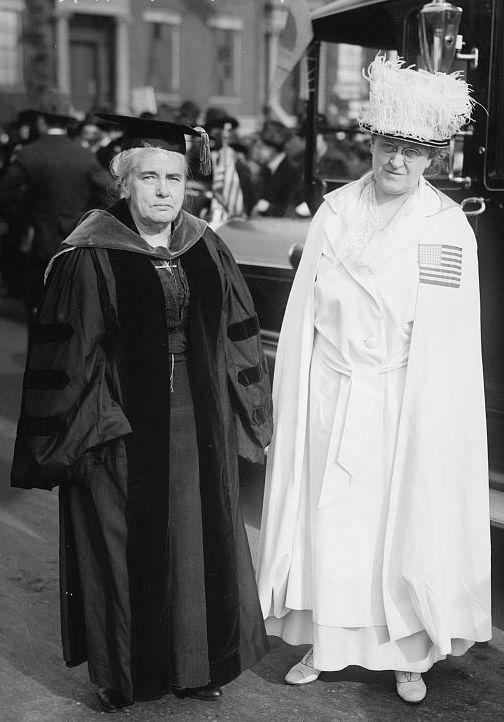
Carrie Chapman Catt (rechts) und Anna Howard Shaw (1917)

Carrie Chapman Catt (geboren 9. Januar 1859 als Carrie Clinton Lane in Ripon, Wisconsin; gestorben 9. März 1947 in New Rochelle) war eine US-amerikanische Frauenwahlrechts-Führerin,
die als Präsidentin der National American Woman Suffrage Association (NAWSA) erfolgreich für das 19. Amendment zur Verfassung der Vereinigten Staaten kämpfte, welches 1920 den Frauen der Vereinigten Staaten das Recht zur Wahl gab. Catt war zweimal Präsidentin der NAWSA und Begründerin der League of Women Voters und der International Alliance of Women. Jacqueline Van Voris, eine Historikerin, formuliert ihre Bedeutung so:
„She led an army of voteless women in 1919 to pressure Congress to pass the constitutional amendment giving them the right to vote and convinced state legislatures to ratify it in 1920. And she was one of the best-known women in the United States in the first half of the twentieth century and was on all lists of famous American women“
(deutsch: „Sie führte eine Armee von stimmrechtslosen Frauen im Jahr 1919 an, um den Kongress unter Druck zu setzen, dass er ihnen den Verfassungs-Zusatzartikel für das Frauenwahlrecht gebe und überzeugte die bundesstaatlichen Gesetzgeber, diesen im Jahr 1920 zu ratifizieren. Und sie war eine der bekanntesten Frauen der Vereinigten Staaten in der ersten Hälfte des 20. Jahrhunderts; sie stand auf allen Listen der berühmten Frauen Amerikas.“)

## Frühe Lebensjahre
Catt wurde als Carrie Clinton Lane in Ripon (Wisconsin) geboren, als Tochter von Maria Louisa (Clinton) and Lucius Lane. Sie verbrachte ihre Kindheit in Charles City. Im Alter von sieben Jahren zog die Familie nach Iowa um, wo sie in die Schule eintrat. Catt war als Kind an den Wissenschaften interessiert und wollte Ärztin werden. Nach Abschluss der High School schrieb sie sich im „Iowa State Agricultural College“ (heutzutage die Iowa State University) in Ames (Iowa) ein.
Catts Vater zögerte anfangs, ihr den Besuch eines Colleges zu erlauben, aber er gab nach, zahlte jedoch nur einen Teil der Kosten. Um über die Runden zu kommen, arbeitete Catt als Tellerwäscherin, in der Bücherei und als Lehrerin in ländlichen Schulen während der Semesterferien. Catts Eingangsjahrgang bestand aus 27 Studierenden, wovon sechs weiblich waren. Catt schloss sich der „Crescent Literary Society“ an, einer studentischen Organisation, die die Verbesserung der Lerntechniken und des Selbstvertrauens zum Ziel hatte. Obwohl es nur Männern erlaubt war, in Versammlungen zu sprechen, verletzte Catt die Regeln und mischte sich in eine Männerdebatte ein. Damit begann eine Diskussion über die weibliche Beteiligung in der Gruppe und führte schließlich dazu, dass die Frauen das Recht bekamen, in den Treffen zu sprechen. Catt war auch ein Mitglied des „Pi Beta Phi“ (geheime Gesellschaft für Frauen, nach dem Vorbild der männlichen Gesellschaften gegründet), begründete einen Debattierclub für Mädchen und setzte sich für die Beteiligung von Frauen am militärischen Drill ein.
Nach drei Jahren machte Catt ihren Abschluss am 10. November 1880 mit dem Grad eines Bachelor of Science. Sie war die Abschiedsrednerin und einzige Frau in der Abschlussklasse, Sie arbeitete zuerst als Rechtsanwaltsgehilfin, wurde dann Lehrerin und 1885 schließlich Superintendentin der Schulen in Mason City  (Iowa). Sie war die erste weibliche Superintendentin im Bezirk.
Im Februar 1885 heiratete Carrie den Zeitungsherausgeber Leo Chapman, der aber im August 1886 in Kalifornien kurz nach einem Thyphusanfall starb. Sie blieb in San Franzisko, wo sie als die erste weibliche Reporterin der Stadt arbeitete. 1890 heiratete sie George Catt, einen wohlhabenden Ingenieur und Absolventen der „Iowa State University“. Er ermutigte sie in ihrem Einsatz für das Frauenwahlrecht. Ihre Ehe erlaubte es ihr, einen großen Teil jeden Jahres auf Reisen zu verbringen, um Kampagnen für das Frauenwahlrecht zu absolvieren, für eine Sache, in die sie in Iowa seit den späten 1880er Jahren immer stärker eingebunden war.

## Rolle in der Frauenwahlrechtsbewegung

### National American Woman Suffrage Association

Carrie Chapman Catt um 1901, fotografiert von Theodore Christopher Marceau (1859–1922)

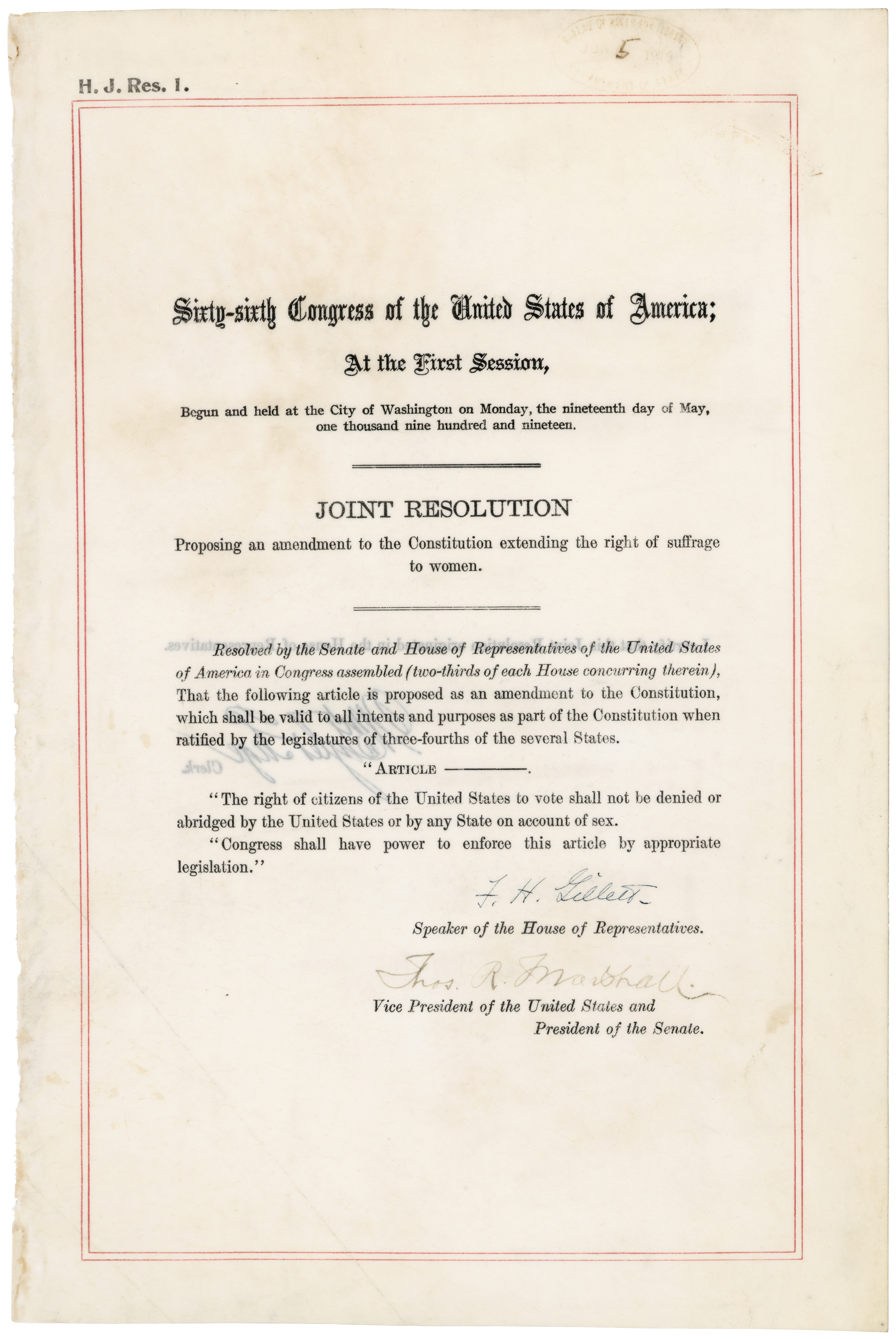
Der 19. Zusatzartikel zur Verfassung der Vereinigten Staaten von Amerika (Frauenwahlrecht) von 1920

Catt kehrte 1887 nach Charles City zurück, wo sie aufgewachsen war, und beteiligte sich an der „Iowa Woman Suffrage Association“. Zwischen 1890 und 1892 amtierte sie als Organisatorin der „Iowa Association“ und als berichterstattende Schriftführerin. Während ihrer Amtszeit fing Catt an, national für die National American Woman Suffrage Association (NAWSA) zu arbeiten und war sogar eine Rednerin während der 1890er Convention in Washington D.C. 1892 wurde Catt von
Susan B. Anthony gebeten, vor dem Kongress wegen des vorgeschlagenen Amendments zum Frauenwahlrecht zu sprechen.
Catt folgte Anthony nach in ihrem Amt als Präsidentin der NAWSA. Sie war zweimal Präsidentin dieses Verbandes; ihre erste Amtszeit lief von 1900 bis 1904 und die zweite von 1915 bis 1920. Am Ende der ersten Periode trat sie zurück, um sich um ihren kranken Ehemann zu kümmern. Und sie übernahm 1915 die Führung der NAWSA wieder, als diese unter der Präsidentschaft von Anna Howard Shaw in schlimme Unordnung geraten war. Während ihrer zweiten Amtsperiode vergrößerte sie den Verband und sammelte viele Dollars an Spendengeldern ein.
Auf der NAWSA Convention in Atlantic City, New Jersey, enthüllte sie ihren „Winning Plan“ (Plan für den Sieg), um das Amendment zum Frauenwahlrecht zu erreichen. Sie organisierte diese Planung, um Senatoren und Abgeordnete aus verschiedenen Bundesstaaten dazu zu bringen, die Frauenwahlrechtsbewegung zu unterstützen. Die Ziele ihrer Kampagne waren, das Frauenwahlrecht sowohl auf bundesstaatlicher Ebene wie auf nationaler Ebene zu erreichen und auch in Staaten, die sich dem Wandel widersetzten, Kompromisse hinsichtlich Wahlrechtseinschränkungen einzugehen. Während ihrer Präsidentschaft erreichte die NAWSA die Unterstützung des Repräsentantenhauses und des Senats, und ebenso die bundesstaatliche Unterstützung für die Ratifizierung des Amendments.

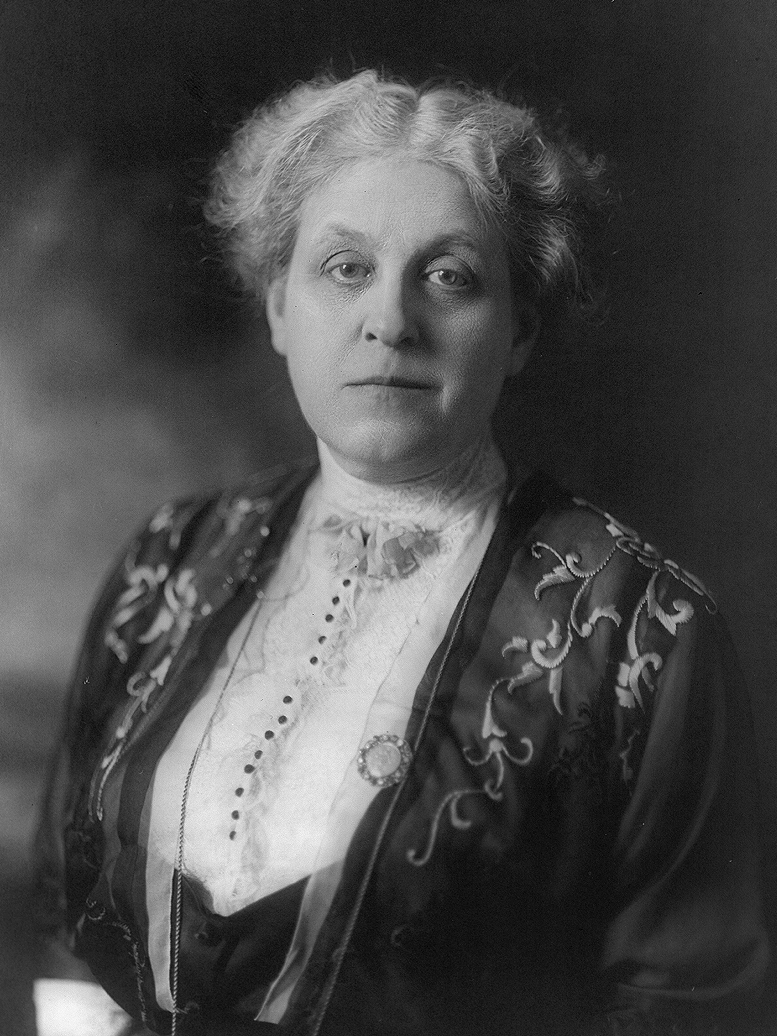
Carrie Chapman Catt (1914)

Unter Catts Führung konzentrierte sich der Verband auf den Erfolg in zumindest einem der östlichen Staaten, denn bis zum Jahr 1917 hatten nur westliche Staaten das Frauenwahlrecht gestattet. Sie leitete also eine erfolgreiche Kampagne im Staat New York, der schließlich 1917 das Wahlrecht zuließ. Im gleichen Jahr traten Präsident Wilson und der Kongress in den Ersten Weltkrieg ein. Catt fällte dann die umstrittene Entscheidung, die Kriegsanstrengungen zu unterstützen. Dies änderte die öffentliche Wahrnehmung positiv hinsichtlich der Suffragistinnen, die nun als patriotisch angesehen wurden. Die Frauenwahlrechtsbewegung erhielt 1918 die Unterstützung des Präsidenten Woodrow Wilson. Nach der endlosen Lobby-Tätigkeit durch Catt und die NAWSA erreichte die Frauenbewegung das Endziel, die Verabschiedung des 19. Amendments zur Verfassung der Vereinigten Staaten.
Bei ihren Bemühungen, das Frauenwahlrecht Bundesstaat für Bundesstaat zu erreichen, machte sich Catt manchmal die Vorurteile ihres Zeitalters zunutze. In South Dakota, wo es den Frauen an Wahlrecht fehlte, beklagte sie: „The murderous Sioux is given the right to franchise which he is ready and anxious to sell to the highest bidder.“ (deutsch: „Der mörderische Sioux hat das Recht zur Wahl erhalten, welches er bereitwillig und ungeduldig an den höchsten Bieter verkaufen will.“) 1894 drängte Catt darauf, den ungebildeten Immigranten ihr Wahlrecht zu entziehen – die Vereinigten Staaten sollten „cut off the vote of the slums and give it to woman“ (deutsch: den Slums das Wahlrecht wegnehmen und es den Frauen geben"). Und beim Versuch Mississippi und South Carolina zu gewinnen, war 1919 ihr Argument: „White supremacy will be strengthened, not weakened, by women's suffrage“. (deutsch: „Die weiße Vorherrschaft wird durch das Frauenwahlrecht gestärkt nicht geschwächt“)
Die NAWSA war die bei weitem größte Organisation, die sich in den Vereinigten Staaten des Frauenwahlrechts annahm. Von ihren ersten Bemühungen in Iowa in den 1880er Jahren bis zu ihren letzten Einsätzen 1920 in Tennessee leitete Catt Dutzende von Kampagnen, mobilisierte zahllose Freiwillige (eine Million am Ende) und hielt Hunderte von Reden. Nach der Ratifizierung des 19. Amendments zog sich Catt aus der NAWSA zurück.
Als sie sich von der Präsidentschaft der NAWSA wegen der Gesundheitsprobleme ihres zweiten Ehemanns zurückgezogen hatte, setzte Catt ihre Arbeit für das Frauenwahlrecht fort, denn nach dem Tod ihres Mannes kümmerte sie sich um die „International Women's Suffrage Alliance“. 1920 gründete sie die „League of Women Voters“, um die Frauen zu ermutigen, ihr mühsam errungenes Wahlrecht auch sinnvoll zu nutzen.

### International women's suffrage movement

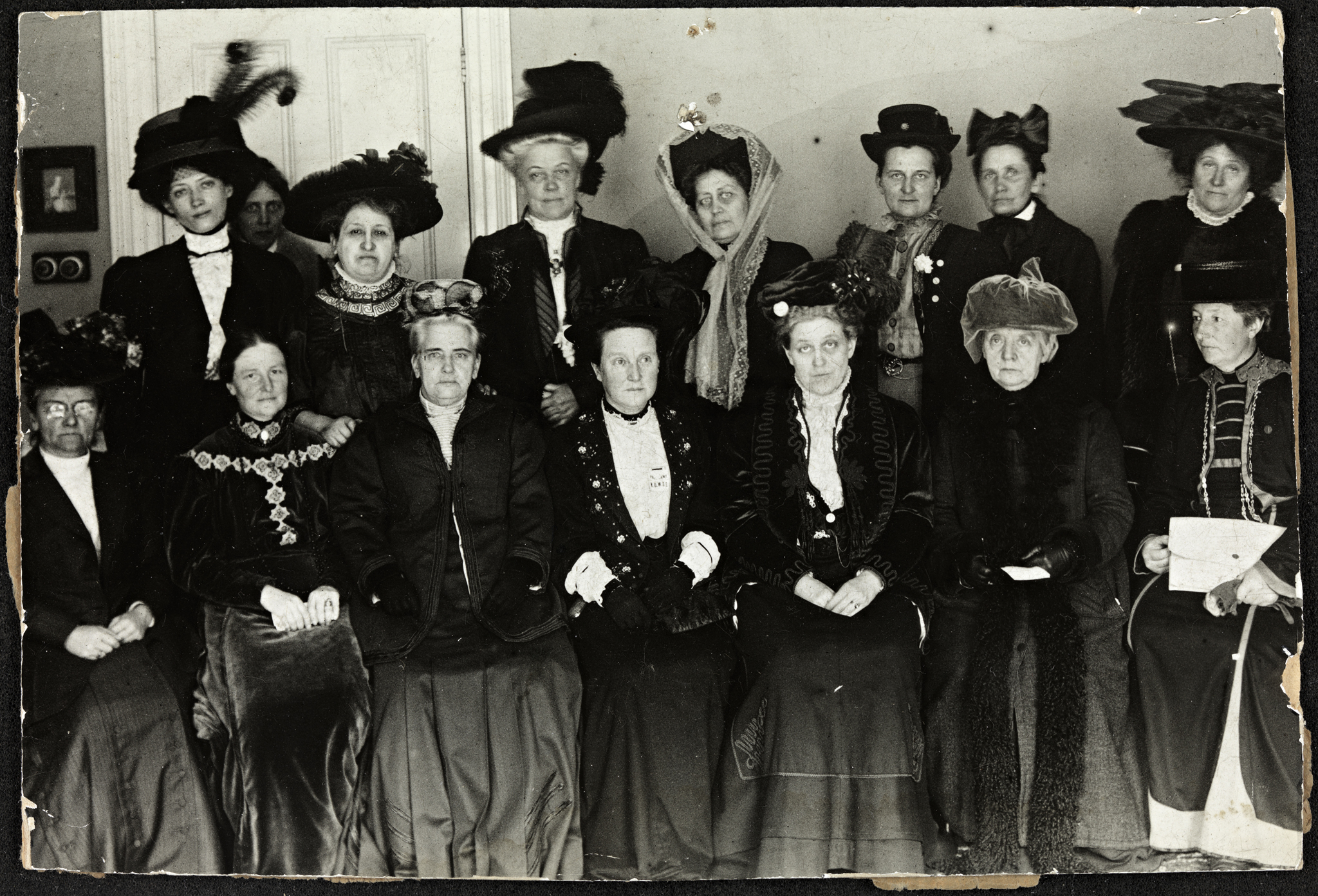
„Suffrage Alliance Congress“ mit Millicent Fawcett als Vorsitzender, London 1909. Untere Reihe ganz rechts: Anita Augspurg

Catt half 1902 mit, die International Woman Suffrage Alliance (IWSA) zu begründen, die nach und nach sympathisierende Organisationen aus 32 Nationen aufnahm. Sie amtierte als ihre Präsidentin von 1904 bis 1923. Nach dem Tode ihres Mannes im Jahr 1905 verwendete Catt in den folgenden acht Jahren einen großen Teil ihrer Zeit als Präsidentin der IWSA, weltweit die Gleichheitsrechte bei der Wahl zu fördern. Nachdem sie sich von der NAWSA zurückgezogen hatte, half sie weiterhin Frauen in der ganzen Welt, das Wahlrecht zu erringen. Die IWSA blieb als Verband bis heute aktiv, nun als International Alliance of Women.

## Rolle während der Weltkriege

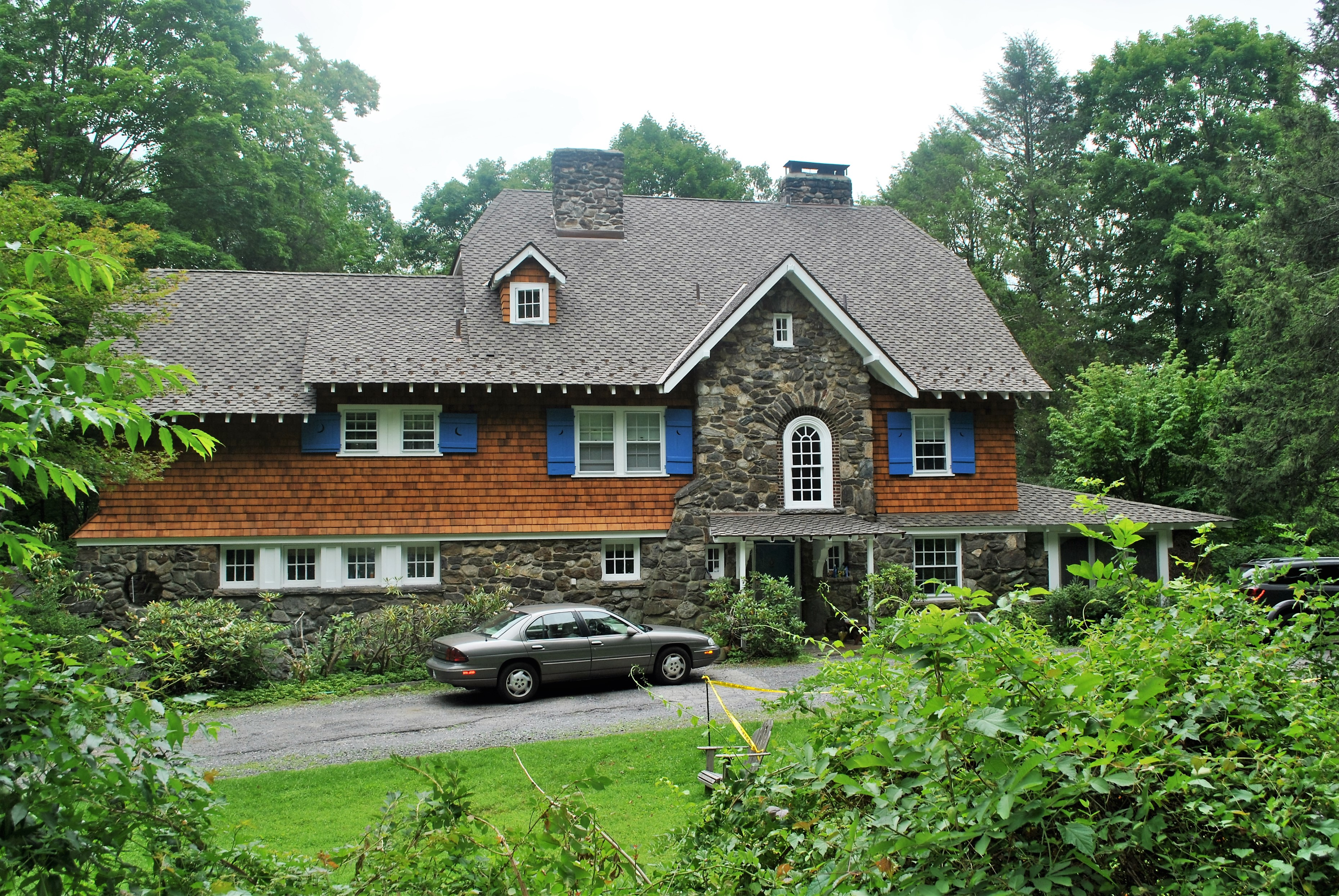
"Juniper Ledge", Catts Haus in New Castle

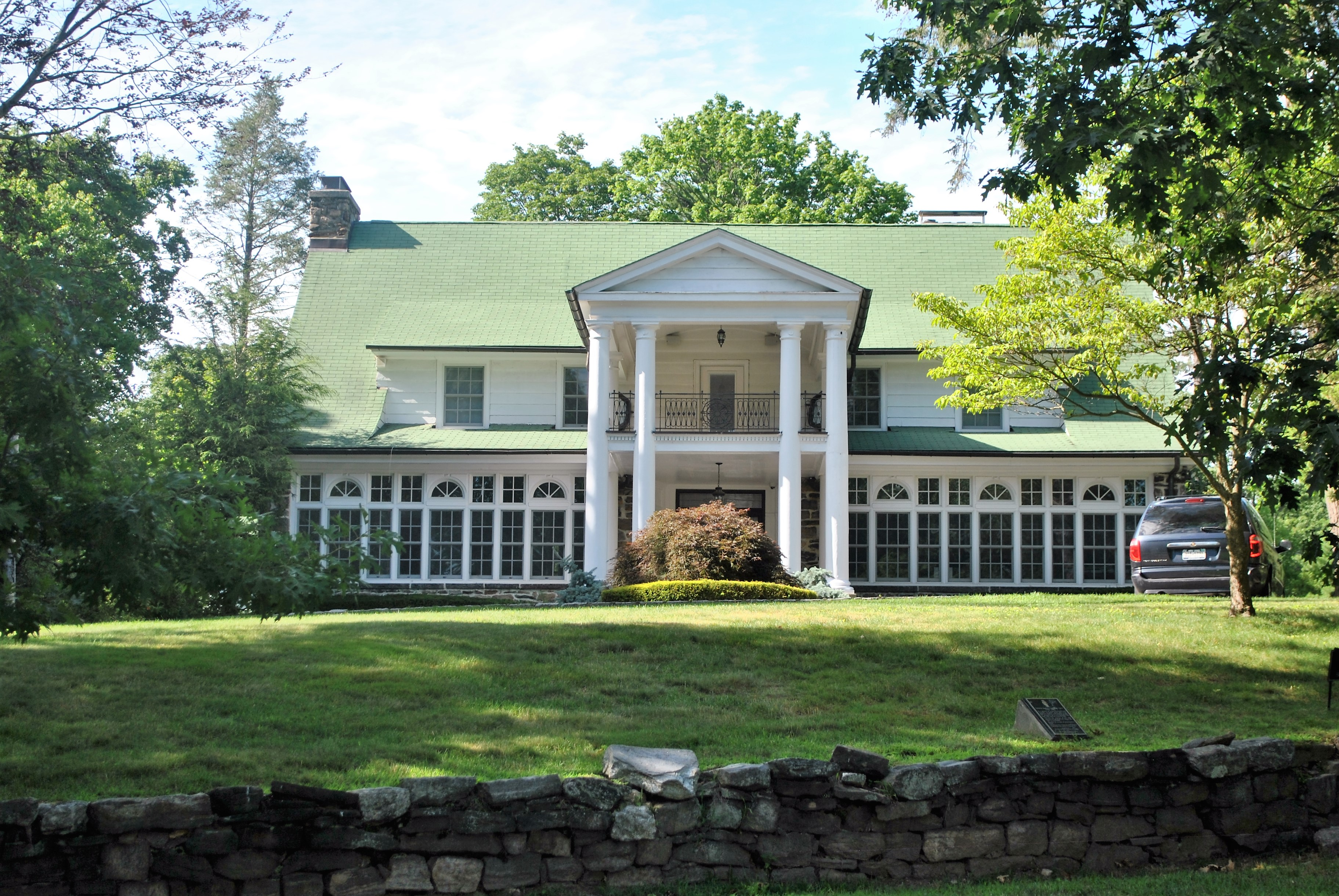
Catts Haus in Paine Heights, einem Ortsteil von New Rochelle

Während der 1920er und 1930er Jahre war Catt aktiv in Anti-Kriegs-Angelegenheiten. Sie wohnte von 1919 bis 1928 im „Juniper Ledge“ im Westchester County, New York, Gemeinde Briarcliff Manor, wonach sie sich im nahegelegenen New Rochelle niederließ.
Zu Beginn des Ersten Weltkriegs wurden Catt und die Suffragistin Jane Addams gebeten, eine Organisation zu begründen und zu führen, die für den Frieden werben sollte. Catt zögerte, denn sie glaubte, dass bei dieser Sache Männer und Frauen zusammenarbeiten sollten. Widerstrebend beriefen Catt und Addams ein Treffen ein, um Unterstützung von der Frauenbewegung zu bekommen. Catt wollte nicht die Führerin dieser Gruppe sein, denn sie glaubte, dass die Unterstützung der Friedensbewegung ihre internationale Arbeit beim Frauenwahlrecht beschädigen würde. Die Führerschaft der Friedensgruppe würde ja bedeuten, dass sie einem Land den Vorzug gegenüber den anderen gab. Aus diesem Treffen heraus fiel die Entscheidung, dass die NAWSA der Regierung bei der Vorbereitung der Frauen zur Übernahme von Jobs helfen würde, während die Männer weg waren, und auch das Rote Kreuz unterstützen würden. Zusätzlich gab die Gruppe bekannt, dass das Frauenwahlrecht ihre erste Priorität bleiben würde. Während des Jahres 1917 blieb Catts Aufmerksamkeit stark auf das Frauenwahlrecht fokussiert, was dazu führte, dass sie die Arbeit mit der Friedensbewegung vernachlässigte.
Nach der Verabschiedung des 19. Amendments, dem Frauenwahlrechts-Amendment, kehrte Catt zur Friedensbewegung zurück. Weil sie sich nicht irgendeiner existierenden Organisation anschließen wollte, gründete sie mit einer Gruppe Gleichgesinnter eine eigene Organisation, das „National Committee on the Cause and Cure of War“ (NCCCW).
Während des Zweiten Weltkriegs gab Catt ihre Rolle in der NCCCW auf und gab zu, dass sie nicht den geplanten Erfolg gehabt habe. Diese Organisation hatte nur weiße Mittelklasse-Frauen umfasst, nicht alle Frauen. Man hatte nicht die Fähigkeiten der Mitglieder gestärkt, sondern sie nur in internationaler Politik ausgebildet.
1933 organisierte Catt – als Reaktion auf Adolf Hitlers Machtergreifung – das "Protest Committee of Non-Jewish Women Against the Persecution of Jews in Germany" (Protestkomitee nichtjüdischer Frauen gegen die Judenverfolgung in Deutschland). Die Gruppe sandte im August 1933 einen Protestbrief an Hitler, der von 9.000 nichtjüdischen Amerikanerinnen unterschrieben worden war. Er prangerte die Gewaltakte und die restriktiven Gesetze gegen die deutschen Juden an. Catt übte auch auf die U.S.-Regierung Druck aus, die Einwanderungsgesetze zu erleichtern, so dass Juden leichter Zuflucht in Amerika bekommen konnten. Für ihren Einsatz bekam sie als erste Frau die "American Hebrew Medal".
Der letzte Event, den sie organisieren half, war 1940 der „Women's Centennial Congress“ in New York, eine Feier der feministischen Bewegung in den Vereinigten Staaten.

## Tod und Anerkennung

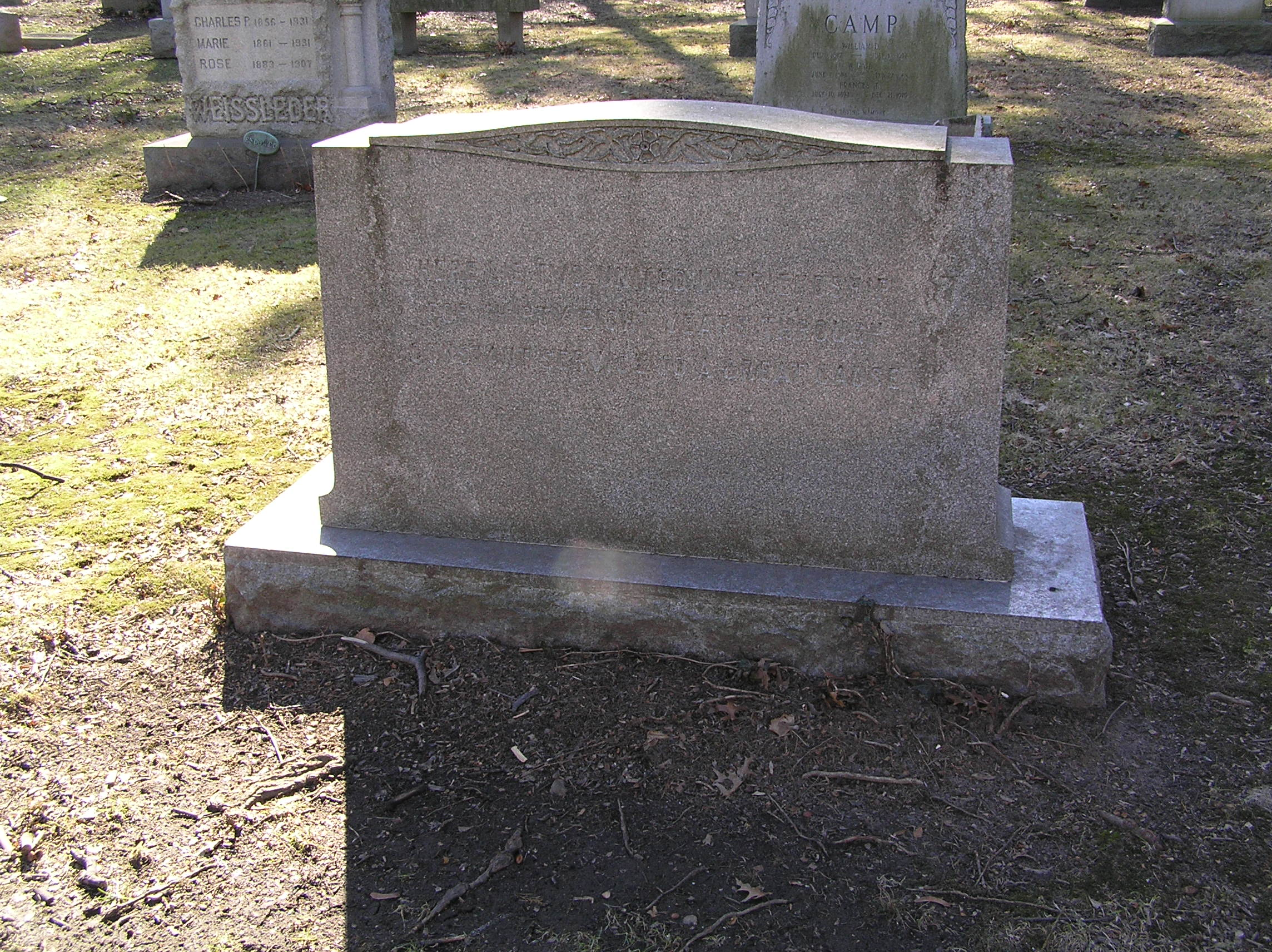
Carrie Chapman Catts Grab im Woodlawn Cemetery, Bronx, New York

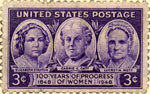
U.S. Briefmarke im Andenken an die Seneca Falls Convention; von links nach rechts: Elizabeth Cady Stanton, Carrie Chapman Catt, Lucretia Mott

Am 9. März 1947 starb Catt nach einem Herzinfarkt in ihrem Haus in New Rochelle. Sie wurde im Woodlawn Cemetery in der Bronx, New York City, neben ihrer Lebensgefährtin für 20 Jahre, Mary Garrett Hay, bestattet.
Catt erhielt für ihr Werk sowohl während ihres Lebens als auch danach Anerkennungen:
- 1926 war sie auf dem Titelbild des Time Magazin abgebildet.
- 1930 erhielt sie den „Pictorial Review Award“ für ihre Bemühungen bei der internationalen Abrüstung.
- 1941 empfing Catt den „Chi Omega Award“ im Weißen Haus von ihrer langjährigen Freundin Eleanor Roosevelt.[26]
- 1975 war Catt die erste, die Eingang fand in die „Iowa Women's Hall of Fame“.
- Eine Briefmarke wurde im Jahr 1948 herausgegeben zur Erinnerung an die Seneca Falls Convention, sie zeigt Catt, Elizabeth Cady Stanton und Lucretia Mott.
- 1982 wurde Catt in die National Women's Hall of Fame aufgenommen.
- Im Jahr 1992 nannte die „Iowa Centennial Memorial Foundation“ sie eine der zehn wichtigsten Frauen des Jahrhunderts.
- Im gleichen Jahr richtete die „Iowa State University“ das „Carrie Chapman Catt Center for Women and Politics“ ein.
- 1992 wurde das „Old Botany Building“ im Zentralen Campus renoviert und 1995 umbenannt: Carrie Chapman Catt Hall.
- Anjelica Huston stellte Catt 2004 im Film Iron Jawed Angels dar.
- 2013 war sie eine der ersten vier Frauen, die auf der „Iowa Women of Achievement Bridge“ in Des Moines geehrt wurde.
- Am 26. August 2016, dem „Women's Equality Day“, wurde ein Denkmal, gestiftet von der „Tennessee Suffrage Monument, Inc.“ und geschaffen von Alan LeQuire, im Centennial Park in Nashville enthüllt, das Abbildungen von Catt, Anne Dallas Dudley, Abby Crawford Milton, Juno Frankie Pierce und Sue Shelton White enthält.[27][28]

## Privatleben

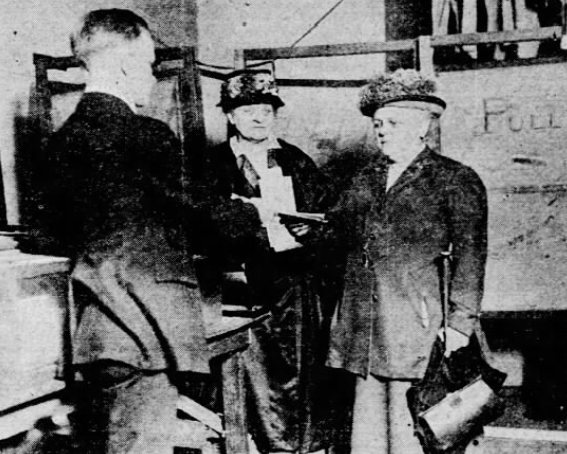
Carrie Chapman Catt und Mary Garrett Hay erhalten Wahlscheine, um 1920 ihre erste Präsidentenwahl zu absolvieren.

Mit ihrer Freundin, der Feministin Rosa Manus, reiste sie 1922/1923 nach Südamerika. Catt trat außerdem noch der "Women’s Christian Temperance Union" bei.
Obwohl sie zweimal verheiratet war, lebte Catt nicht die ganze Zeit zusammen mit ihrem Ehemann. Nach dem Tod von George Catt lebte sie zusammen mit Mary „Mollie“ Garrett Hay, einer Suffragisten-Führerin aus New York. Hay war nicht ein Teil des internationalen Kreises aus der Oberschicht, die Carr um sich versammelte; aber es wurde verstanden, dass sie ein spezielles Verhältnis hatten. Catt verlangte neben Hay begraben zu werden, also lieber nicht bei einem ihrer Ehemänner. Hay starb 1928. Dann zog Alda Heaton Wilson bei Catt ein und blieb als Sekretärin bis zu Catts Tod. Wilson war die Lebensgefährtin von Catt und spätere Nachlassverwalterin, die sechs Bände an Fotografien und Andenken aus Catts Nachlass dem „Bryn Mawr College“ übereignete.